# Буч Касиди и Санденс Кид
Буч Касиди и Санденс Кид (енгл. Butch Cassidy and the Sundance Kid) је амерички ревизионистички вестерн с елементима комедије из 1969. у режији Џорџа Роја Хила, којег је написао Вилијам Голдман. Темељи се на животима америчких одметника Роберта Лероја Паркера, који је деловао под псеудонимом „Буч Касиди”, и Харија Лонгабоа, који је деловао под псеудонимом „Санденс Кид” као члан „Дивље банде” Буча Касидија, и на њиховој наводној смрти у Боливији након окршаја с органима власти.
Радња филма се одвија крајем 19. века. Прати одметнике Буча Касидија (Пол Њуман) и Санденс Кида (Роберт Редфорд) и Кидову љубавницу Ету Плејс (Кетрин Рос), који беже од органа власти Сједињених Америчких Држава после пљачке неколико возова. Глумачку поставу такође чине: Стротер Мартин, Џеф Кори, Хенри Џоунс, Клорис Личман и Сем Елиот (у једној од његових првих улога). Филм је премијерно приказан у Њу Хејвену 23. септембра 1969. године, а сутрадан у Њујорку. У Србији је Буч Касиди и Санденс Кид премијерно приказан на првом одржаном FEST-у 12. јануара 1971. године. Потом се филм приказивао у југословенским биоскопима под називом Буч Касиди и Кид.
Рецензије критичара након премијерног приказивања биле су претежно негативне иако је филм био номинован за неколико Оскара, попут Оскара за најбољи филм. Мишљења данашњих критичара о филму су претежно позитивна, па се Буч Касиди и Санденс Кид сматра једним од најбољих вестерна свих времена. Филм је номинован за седам Оскара, од којих је освојио четири. Освојио је и девет награда БАФТА те награде на доделама Златног глобуса и Гремија. Песма Raindrops Keep Fallin' On My Head написана за филм освојила је Оскар за најбољу оригиналну песму.
У свом мемоарском делу Adventures in the Screen Trade, Вилијам Голдман, сценариста и идејни креатор филма је о њему рекао: „[Буч Касиди и Санденс Кид] је величанствено наративно дело, оригинално и потресно.”

## Радња
Увод филма приказује неми филм који описује некадашње авантуре Буча Касидија (Пол Њуман), Санденс Кида (Роберт Редфорд) и остатка банде Рупа у зиду.
Буч Касиди, сада значајно старији, покушава да опљачка банку али схвата да због напретка у технологији, она постаје неоробива. За то време, Санденс Кид учествује у карташкој игри где га један од играча оптужује за варање. Буч долази по Кида и бесни играч се, схвативши с ким има посла, полако повлачи. Кид и Буч затим одлучују да се врате у Рупу у зиду након дугог изостанка. Буч предлаже Киду да напусте Сједињене Америчке Државе и да окушају своју срећу у Боливији која је наводно пуна злата и богатства. У Рупи у зиду, Буча и Кида дочекују Њуз Карвер (Тимоти Скот), Равноноси Кари (Чарлс Диркоп) и Харви Логан (Тед Касиди). Њуз саопштава Бучу да је смењен у улози вође банде због његових дугих изостанака са Кидом. Харви изазива Буча на двобој, ножевима или пиштољима, за позицију вође банде и предлаже да банда опљачка воз Јунион Летач који је на путу за Вилкокс. Буч се не слаже са њиховом одлуком, али одбија да се сукоби ножевима са Харвијем. Харви одбија да одустане од двобоја па Буч вара, тако што шутира Харвија у међуножје. Буч одлучује да прихвати Харвијеву идеју пљачкања воза на рути према Вилкоксу и од Вилкокса и они то чине.
Прва пљачка је неочекивани успех и банда одлази у јавну кућу у Вилкоксу да прославе. Испред јавне куће, локални шериф (Кенет Марс) неуспешно покушава да окупи чету која би појурила за Кидом и Бучом не би ли их ухватили и одвели правди. Буч предлаже Киду да одустану од живота одметника и да оду да се боре у Шпанско-америчком рату и да постану официри. Кид сматра да је та идеја сулуда и напушта Буча да би се видео са својом љубавницом, Етом Плејс (Кетрин Рос). За то време, шерифов говор је прекинут и преузет од стране продавца (Хенри Џоунс) који покушава да прода свој нови изум — бицикл. Ета и Кид проводе ноћ заједно, а ујутру по Ету долази Буч на свом новом бициклу.
Сутрадан, Буч и Кид поново заустављају Јунион Летач у нади да ће га поново опљачкати. Нашавши модернији сеф уместо старог којег је очекивао, Буч искоришћава превише динамита и разноси целу локомотиву. Пар тренутака након тога, други воз пун полицајаца сустиже Јунион Летач и полицајци започињу потеру за Кидом и Бучом. Њих двојица једва успевају да им побегну и скривају се у јавној кући у Вилкоксу. Буч поставља свог старог пријатеља Свитфејса као дистракцију за полицајце, али Свитфејс открива полицајцима где се Буч и Кид крију па њих двојица поново беже, овог пута у прерију. Тамо, њих двојица схватају да их гоничи јуре помоћу њихових трагова и остављају за собом једног од својих коња, не би ли им он заварао траг. Овај трик не успева па се Буч и Кид враћају у град где траже амнестију од свог пријатеља шерифа Бледсоа, али ни то им не полази за руком па они поново беже, овог пута у кањон. У кањону, Буч и Кид схватају да их гоне Лорд Балтимор, Индијанац који је врстан трагач и шериф Џо Лефорс, препознатљив по свом белом шеширу. Праћени до ћорсокака, и без наде да ће побећи, Буч и Кид скачу са литице у реку, где се препуштањем да их брзаци носе, врло брзо удаљавају од својих гонича. Буч и Кид се враћају Ети и тамо схватају да су гоничи сустигли све остале чланове банде и да су они једини остали живи. Ета им саопштава да гониче плаћа Е. Х. Хариман, власник Јунион Летача. Без осталих опција, тројка одлучује да напусти Америку и да оде у Боливију.
Кид је испрва разочаран Боливијом кад схвати да га је Буч лагао и да Боливија није земља пуна злата и богатства, већ неразвијена, сељачка земља. Њих двојица одлучују да окушају своју срећу и да опљачкају локалну банку, али схватају да не знају шпански језик, те да немају начин да се споразумеју са локалцима. Ета им постаје учитељица и подучава их корисним изразима као што су „Руке у вис!" и „Отвори сеф!". Са новостеченим знањем, Буч и Кид извршавају пар успешних пљачки и постају познати у Боливији као Los Bandidos Yanquis. Након ових успеха, Буч, Кид и Ета уживају у животу на високој нози, али једне вечери примећују човека са белим шеширом и закључују да их је Лефорс јурио све до Боливије. Уплашени и параноични, одлучују да престану са животом криминала и да се запосле.
Буч и Кид се запошљавају као чувари плате чији је задатак да прате господина Персија Гариса (Стротер Мартин) уз планину и низ планину и да сачувају кесу пуну новчића од бандита. Буч и Кид не успевају да заштите ову кесу и господин Перси бива убијен. Буч и Кид преокрећу ситуацију и заседају бандите. Буч признаје Киду да никад није убио човека, али њих двојица успешно успевају да убију све бандите. Њих двојица схватају да поштен живот није за њих и одлучују да се врате животу криминала. Ета, свесна да ће овакав живот довести до њихове смрти, одлази назад у Сједињене Америчке Државе.
Након још једног низа успешних пљачки, Буч и Кид се одмарају у локалном ресторану, где један од грађана препознаје жиг на њиховим коњима и одлази у полицију. Полиција почиње да пуца на Буча и Кида и они се скривају у оближњу кућу. У току пуцњаве Буч је погођен у леђа, а Кид у стомак. Шеф полиције сазива војску да се сукоби са Кидом и Бучом. Схвативши да су опкољени и са врло мало муниције, Буч предлаже Киду да оду у Аустралију и да тамо наставе своје криминалне активности. Самоуверени у своју способност да могу да побегну, Буч и Кид излећу из куће и започињу још једну пуцњаву са војском и полицијом. Последњи кадар филма је залеђен и гледалац никад не сазнаје да ли су Буч Касиди и Санденс Кид успели да преживе заседу војске и да побегну у Аустралију, док се у позадини чује звук полицијских пушака.

## Улоге

#### Главне улоге
- Пол Њуман — Роберт Лерој Паркер алијас Буч Касиди
- Роберт Редфорд — Хари Лонгабо алијас Санденс Кид
- Кетрин Рос — Ета Плејс

#### Споредне улоге
- Стротер Мартин — Господин Перси Гарис
- Џеф Кори — Шериф Бледсо
- Тед Касиди — Харви Логан
- Чарлс Диркоп — Џорџ Садерланд „Равноноси" Кари
- Џорџ Фурт — Вудкок
- Тимоти Скот — Вилијам „Њуз" Карвер
- Хенри Џоунс — Продавац бицикала
- Кенет Марс — Шериф града Вилкокса у Вајомингу
- Клорис Личман — Агнес
- Сем Елиот — Играч карата #2 (прва улога Елиота где је био кредитован)

### Кастинг
Пол Њуман био је први избор сценаристе Вилијама Голдмана за улогу Буча Касидија. При бирању глумца за улогу Санденс Кида продуценти филма су предложили глумца Џека Лемона који је 1958. године глумио у филму Каубој и чија је продукцијска кућа продуцирала филм Хладноруки кажњеник. Лемон је одбио улогу Кида зато што није желео да јаше коње и зато што је сматрао да је превише често глумио ликове сличне Киду. После Лемона, Стив Маквин је позван да тумачи Кида, али је напустио пројекат због несугласица са Њуманом око њихове заједничке позиције као главни глумци (обојица су сматрали да би они требали да буду главни глумац). Марлон Брандо и Ворен Бити су такође разматрани за улогу Кида (Брандо је у време снимања филма био persona non grata у Холивуду због јавног подржавања Црних пантера, док је Бити одбио улогу јер је сматрао да је радња филма била превише слична филму Бони и Клајд у којем је он глумио пар година раније), пре него што је Њуманова жена, Џоана Вудвард предложила Роберта Редфорда за улогу који је, поред неколико мањих филмских улога, претежно био познат као позоришни глумац. Голдману је о кастовању Роберта Рефорда, један од продуцената филма рекао: 
„Он је само још један плавушан из Калифорније - баци штап у Малибу, и ударићеш шесторицу таквих"
Кетрин Рос била је изабрана за улогу Ете Плејс пре него што су Пол Њуман и Роберт Редфорд били разматрани за своје улоге. У интервјуу са Стивеном Армстронгом (новинаром за Филмску комисију Јуте), Кетрин Рос је о својој улози рекла:
„Стварно не знам како сам добила ову улогу. Нисам имала аудицију. Можда су ме продуценти баш тад желели. Стварно не знам. Када сам први пут прочитала сценарио, он се звао Санденс Кид и Буч Касиди. Мислим да је то било пре него што су Пол или Редфорд пристали да глуме у филму. Следећи пут кад ми је био уручен сценарио звао се Буч Касиди и Санденс Кид, што се лакше изговара. Био је веома читљив, паметан сценарио, и био је забаван, са некаквим модерним хумором. Просто је био добар. На крају крајева све се на томе заврши, на добром сценарију. Сви ми глумци на неки начин сањамо о глуми у вестерну."
Глумица Џеклин Бисет је такође разматрана за улогу Ете Плејс, али продуценти нису били сигурни да ли би она могла да сакрије свој енглески акценат и да глуми користећи амерички акценат.

Пол Њуман је при кастовању погрешно разумео да ће тумачити улогу Санденс Кида, пошто је назив филма у том тренутку био Санденс Кид и Буч Касиди. Када је схватио да ће заправо тумачити улогу Буча Касидија, назив је промењен у „Буч Касиди и Санденс Кид" да би се умањио број будућих забуна. Редфорд је у интервјуу са веб-сајтом Collider рекао о овој замени улога:
„Кад смо се спремали да снимимо Буч Касиди ја сам радио комедију Босоноги у парку на Бродвеју и изненада сам морао да радим тај филм. Оригинални назив је био Санденс Кид и Буч Касиди. Пол Њуман је зацртао да глуми Санденс Кида, а ја сам требао да глумим Буч Касидија јер сам радио ту комедију. Али та улога ме није интересовала. Интересовао ме Санденс Кид јер сам се пронашао у његовим искуствима и специфично у мом детињству и у осећају који сам имао целог живота да сам одметник. Па сам то рекао Џорџу и он је познавао Пола врло добро и знао је да је он много више као Буч Касиди, па је Џорџ све то обрнуо. Отишао је Полу и они су се мало свађали док Пол није схватио да је Џорџ у праву. Он је био познат, а ја нисам био, и зато су заменили наслов." 

## Настанак
Сценариста Вилијам Голдман се први пут заинтересовао за причу о Касидију и Киду педесетих година 20. века, док је прва верзија сценарија била довршена тек 1966. године. О овом вишегодишњем труду да заврши сценарио, Голдман је рекао: 
„Колико год је материјал био разнолик, имао је неких основних проблема. Био је ужасно опширан. Сад, ако пишете епски филм, можете да будете опширни колико пожелите, али ово није био епски филм; него, мислио сам да је ово била интимна прича о ова два необична одметника. Евентуално, истражио сам колико сам могао да поднесем, молио сам се да ту има довољно за причу која ће бити схватљива, и тако сам сео и завршио прву верзију сценарија 1966. године. Требало ми је четири недеље. Кад ме неко пита колико треба времена да се напише сценарио, никад нисам сигуран шта да одговорим. Јер нисам сигуран да је четири недеље било потребно да се напише Буч. По мом мишљењу, осам година је ближе правом одговору." 
Голдман се сусрео са потешкоћама када је покушао да прода свој сценарио продукцијским кућама. У разговору са својим биографом Шоном Иганом за роман William Goldman: the Reluctant Storyteller Голдман је рекао о продаји сценарија:
„Сви студији осим једног су га одбили. Један власник студија је рекао: ’Па, купићу филм ако они не оду у Јужну Америку’. Рекао сам му: ’Али они су ишли тамо!’. Одговорио ми је: ’Боли ме дупе. Колико ја знам Џон Вејн није бежао’.”
Голдман је коначно успео да прода свој сценарио 1967. године након неколико измена, када га је литерарни агент Еван Циглер препоручио Ричарду Зануку (сину Дарила Занука, једног од оснивача компаније 20th Century Fox). Ричард је понудио Голдману суму од 400.000 америчких долара (прилагођено инфлацији, ова сума данас износи преко 3 милиона америчких долара) за сценарио. Сценарио је након куповине био прерађен и његов наслов промењен из Санденс Кид и Буч Касиди у Буч Касиди и Санденс Кид. Пол Њуман позван је да глуми Касидија након његовог колосалног успеха у филму Хладноруки кажњеник и раније сарадње са Голдманом у филму Харпер (приказиван у Социјалистичкој Федеративној Републици Југославији под именом Приватни детектив).
Буч Касиди и Санденс Кид је сниман из два дела. Делови радње који су смештени у Вајомингу, пре бега у Боливију, снимани су у Колораду, Јути и Новом Мексику, док су делови радње смештени у Боливији снимани у градовима Таско де Аларкон и Куернавака, у Мексику.

## Дизајн

### Музика
Све песме осим песама On A Bicycle Built For Joy и Raindrops Keep Fallin' On My Head написао је и извео Берт Бакарак. Те песме извео је Б. Џ. Томас. Песма Raindrops Keep Fallin' On My Head је оригинално требала да буде избачена из филма након притиска представника студија (укључујући Ричарда Занука) који су тврдили да се публици неће допасти поп песма у жанру филмова који је претежно био доминиран кантри и фолк музиком. Бакарак је успео да убеди Занука да остави песму у филму упркос његовом противљењу. За ову песму Бакарак и Томас су освојили Оскара за најбољу оригиналну песму, док је Бакарак освојио и Оскара за најбољу оригиналну музичку композицију. На додели награда Греми, Бакарак је освојио награду Греми за најбољу оригиналну музичку композицију.
Оркестар Радио Телевизије Београд је прерадио песму Raindrops Keep Fallin' On My Head на албуму Музика из филмова који је објављен 1987. године. Хрватски извођач Роман Бутина је прерадио песму на свом албуму Мелодије из филмова који је објављен 1979. године.

#### Списак песама
| №               | Назив                                            | Трајање |  |
| 1.              | The Sundance Kid                                 | 2:14    |  |
| 2.              | Raindrops Keep Fallin' On My Head                | 3:02    |  |
| 3.              | Not Goin' Home Anymore                           | 3:31    |  |
| 4.              | South American Getaway                           | 5:18    |  |
| 5.              | Raindrops Keep Fallin' On My Head - Instrumental | 2:35    |  |
| 6.              | On A Bicycle Built For Joy                       | 3:11    |  |
| 7.              | Come Touch The Sun                               | 2:31    |  |
| 8.              | The Old Fun City (N.Y. Sequence)                 | 4:04    |  |
| 9.              | Not Goin' Home Anymore - Reprise                 | 1:02    |  |
| Укупно трајање: | Укупно трајање:                                  | 27:32   |  |

### Костими
Изглед Буча Касидија и Санденс Кида дизајнирала је костимографкиња Идит Хед која је базирала њихов изглед на традиционалним вестернима златног доба (1930—1950). Костими нису били сашивени специфично за потребе филма већ су били склопљени користећи већ постојећу одећу која је припадала студију Универзал и компанији Western Costume Company. Идит је осавременила класични вестерн изглед користећи одећу која је била доступна током шездесетих година 20. века, и решила се детаља који су до шездесетих изашли из моде (као што су викторијанска одећа и шешири широког обода који су били јако популарни у филмовима Џона Вејна).

## Критика и пријем

### Благајна
Филм је зарадио 102,3 милиона долара од продаје карата у америчким биоскопима, што га је чинило једним од комерцијално најуспешнијих филмова шездесетих, као и једним од најуспешнијих филмова икада када се прилагоди инфлацији. Када је објављен у ДВД формату и на VHS касетама, постао је један од најчешће изнајмљиваних.

### Критика
Прве реакције критичара на филм Буч Касиди и Санденс Кид биле су претежно негативне. Критичарка Полин Кејл описала је филм као „дно дна" а критичар Роџер Иберт оценио је филм са две и по од могуће четири звездице и о њему написао „Буч Касиди и Санденс Кид мора да се чинио природним на папиру, али, авај, завршени филм је спор и разочаравајући." Рецензија коју је Полин Кејл написала о филму где га је описала као недовршеног, бескорисног и без стила, је изазвала бурну реакцију режисера Џорџа Роја Хила који јој је написао писмо које почиње речима: "Слушај, ти незадовољна кучко."
Винсент Кенби за New York Times магазин је рекао: „Постоје неке напорне техничке ствари око филма (камера само зумира, зумира, зумира) али продукција у целости је јако згодна и перформанси су у реду, поготово Њуман, Редфорд и госпођица Рос, који морају да буду јако смешни и озбиљни, скоро у исто време. Они успевају чак и ако филм то не чини.”
Магазин Тајм рекао је да главни глумци пате од „филмске шизофреније" и да „Сваки карактер и свака сцена су искварени због двоструког виђења од којег пати филм, који осцилира између наклоности и фарсе."
У реткој позитивној критици премијере филма, новинар за магазин the Hollywood Reporter рекао је „Буч Касиди и Санденс Кид је сјајан филм који ће бити невероватно популаран и веома профитабилан."
Рецензије филма Буч Касиди и Санденс Кид данашњице су универзално позитивне. На сајту Metacritic филм има скор од 66, док на агрегатним сајтовима Rotten Tomatoes и Letterboxd филм има скорове 89 (на скали од 1 до 100) и 4 (на скали од 1 до 5).
Дејвид Вилсон, за британски магазин Monthly Film Bulletin написао је о филму: „Невероватно угодан за гледање - сјајно снимљен, вицкасто написан, и са фантастично самоувереним перформансима Пола Њумана и Роберта Редфорда."
Мајкл Кербел, директор Центра за проучавање филмова у оквиру универзитета Јејл је рекао о филму: „[Буч Касиди и Санденс Кид] је користио многе авангардне и неконвенционалне елементе. Био је то зачетак "buddy" филмова, који се фокусирају на два мушкарца и на њихов однос и авантуре. Мешао је модерну музику - Raindrops Keep Fallin' On My Head - са правим историјским догађајима као што је права прича о Бучу Касидију и Санденс Киду."
Боб Мекејб, новинар за филмски часопис Empire оценио је филм са 5 од 5 могућих звездица и написао је о њему: „Изведбе без грешке, сценарио истовремено утопљен у носталгију и у времешни осећај схватања, и анти-јунаци које не можете да не волите: Буч Касиди и Санденс Кид је можда најдопадљивији филм на свету."
Због свог стила који је контрирао клишее које су поставили вестерни златног доба и због модернизације овог жанра, Буч Касиди и Санденс Кид се некад назива „вестерн за људе који мрзе вестерне".

## Награде
Листа значајнијих награда које је филм освојио, или за које је био номинован:
| Награда                                       | Категорија                                                                            | Номиновани                                   | Резултат   | Напомена |
| --------------------------------------------- | ------------------------------------------------------------------------------------- | -------------------------------------------- | ---------- | -------- |
| Награда Оскар                                 | Награда Оскар за најбољи филм                                                         | Џон Форман (продуцент)                       | Номинација | [ д ]    |
| Награда Оскар                                 | Награда Оскар за најбољег режисера                                                    | Џорџ Рој Хил                                 | Номинација | [ ђ ]    |
| Награда Оскар                                 | Награда Оскар за најбољи оригинални сценарио                                          | Вилијам Голдман                              | Освојено   |          |
| Награда Оскар                                 | Награда Оскар за најбољу сценографију                                                 | Конрад Хол                                   | Освојено   |          |
| Награда Оскар                                 | Награда Оскар за најбољу оригиналну музику                                            | Бурт Бакарак                                 | Освојено   |          |
| Награда Оскар                                 | Награда Оскар за најбољу оригиналну песму                                             | „Raindrops Keep Fallin' On My Head"          | Освојено   |          |
| Награда Оскар                                 | Награда Оскар за најбољи звук                                                         | Вилијам Едмонсон и Дејвид Докендорф          | Номинација | [ е ]    |
| Награде Америчког удружења филмских монтажера | Награда за најбољу монтажу                                                            | Џон Хауард и Ричард Мејер                    | Номинација | [ ж ]    |
| Награде БАФТА                                 | БАФТА за најбољи филм                                                                 | Џорџ Рој Хил                                 | Освојено   |          |
| Награде БАФТА                                 | БАФТА за најбољу режију                                                               | Џорџ Рој Хил                                 | Освојено   |          |
| Награде БАФТА                                 | БАФТА за најбољег глумца у главној улози                                              | Пол Њуман                                    | Номинација | [ з ]    |
| Награде БАФТА                                 | БАФТА за најбољег глумца у главној улози                                              | Роберт Редфорд                               | Освојено   |          |
| Награде БАФТА                                 | БАФТА за најбољу глумицу у главној улози                                              | Кетрин Рос                                   | Освојено   |          |
| Награде БАФТА                                 | БАФТА за најбољи оригинални сценарио                                                  | Вилијам Голдман                              | Освојено   |          |
| Награде БАФТА                                 | БАФТА за најбољу сценографију                                                         | Конрад Хол                                   | Освојено   |          |
| Награде БАФТА                                 | БАФТА за најбољу монтажу                                                              | Џон Хауард и Ричард Мејер                    | Освојено   |          |
| Награде БАФТА                                 | БАФТА за најбољу филмску музику                                                       | Берт Бакарак                                 | Освојено   |          |
| Награде БАФТА                                 | БАФТА за најбољи звук                                                                 | Вилијам Едмонсон и Дејвид Докендорф          | Освојено   |          |
| Награде Златни глобус                         | Златни глобус за најбољи играни филм (драма)                                          | Златни глобус за најбољи играни филм (драма) | Номинација | [ и ]    |
| Награде Златни глобус                         | Златни глобус за најбољи сценарио                                                     | Вилијам Голдман                              | Номинација | [ ј ]    |
| Награде Златни глобус                         | Златни глобус за најбољу оригиналну музику                                            | Берт Бакарак                                 | Освојено   |          |
| Награде Златни глобус                         | Златни глобус за најбољу оригиналну песму                                             | „Raindrops Keep Fallin' On My Head"          | Номинација | [ к ]    |
| Награде Греми                                 | Награда Греми за најбољу оригиналну музику написану за филм или телевизијски специјал | Берт Бакарак                                 | Освојено   |          |
| Награде Сателит                               | Награда Сателит за најбољи класични ДВД                                               | Буч Касиди и Санденс Кид                     | Номинација | [ љ ]    |
| Награде Америчког удружења сценариста         | Награда за најбољу драму                                                              | Вилијам Голдман                              | Освојено   |          |

#### Пласирања на листама Америчког филмског института
Амерички филмски институт (АФИ) рангирао је Буч Касиди и Санденс Кид као седамдесет и трећи најбољи амерички филм на својој листи 100 година АФИ-ја... 100 филмова. На листи 100 година АФИ-ја... 100 Хероја и негативаца Буч Касиди и Санденс Кид су се пронашли на двадесетом месту. На АФИ-јевој листи АФИ-јевих 10 топ 10 Буч Касиди и Санденс Кид је проглашен за седми најбољи вестерн икад креиран.
- 100 година АФИ-ја... 100 филмова - 73. место[84]
- 100 година АФИ-ја... 100 хероја и негативаца - 20. место[85]
- АФИ-јевих 10 топ 10 (категорија најбољи вестерн филмови) - 7. место[86]

#### Остали успеси
Конгресна библиотека Сједињених Америчких Држава је 2003. године одабрала овај филм за Национални регистар филмова као „културолошки, историјски или естетски значајан". Буч Касиди и Санденс Кид се од 2003. године налази у годишњаку 1001 филм који мораш да видиш пре него што умреш. Филм се пронашао на листи најбољих сценарија Америчког удружења сценариста (енгл. Writers Guild of America) на једанаестом месту. Амерички режисер Квентин Тарантино је у својој књизи Биоскопска промишљања (енгл. Cinema Speculation; Лагуна, 2023) навео Буч Касиди и Санденс Кид као свој омиљени филм из 1969. године.
Са десет БАФТА номинација и девет освојених БАФТА награда, Буч Касиди и Санденс Кид је најнаграђиванији филм у историји те доделе награда.

## Утицај и наслеђе

### Наставак
Упркос понудама филмских продуцената, Њуман и Редфорд су одбили да глуме у наставку филма. Њуман је у интервјуу за магазин Тајм рекао: „Баш је штета што су убијени на крају, јер су њих двојица могли да се појављују у филмовима вечно.” Продуцент Џек Валенти, у том тренутку председник Филмског удружења (енгл. Motion Picture Association) понудио је Њуману и Редфорду да сниме наставак. Меријен Еделман Борден, Њуманова биографичарка описала је тај разговор овако:
„Једног дана, током пословног ручка, Џек Валенти [...] је покушао да убеди Њумана и Редфорда: "Како би било да снимите наставак Буча Касидија." Пол је мирно одговорио "Џек, убијени смо на крају." Валенти је био упоран: "Нисте стварно. Залеђен је кадар ваше пуцњаве, али не умирете изричито." Редфорд је покушао, "Било је сто војника који су пуцали на нас." Валенти је покушао још једном: "Али нисте се претурили и крварили ни ништа. У сваком случају, људи се не сећају детаља као да ли сте заправо убијени." Пол је одлучио да промени тему.”
Незванични преднаставак режиран од стране Ричарда Лестера и са Томом Беринџером у улози Буча снимљен је 1979. године без Њумана и Редфорда. Овај филм, назван Буч и Санденс: Рани дани био је критички и комерцијални неуспех иако је био номинован за награду Оскар за најбољу костимографију.
У септембру 2022. године, студио Амазон је најавио снимање телевизијске серије базиране на филму. Главне улоге би тумачили британски глумац Реге-Жан Пејџ као Буч Касиди и амерички глумац Глен Пауел као Санденс Кид. Серију ће продуцирати браћа Ентони и Џо Русо.

### Утицај других филмова наБуч Касиди и Санденс Кид
Значајне сличности могу се пронаћи између филма Буч Касиди и Санденс Кид и филмова француског новог таласа које је режирао Франсоа Трифо. Сматра се да је љубавни троугао између Буча, Кида и Ете био инспирисан филмом Жил и Џим (који такође садржи сцену у којој главни јунаци заједно возе бицикл), док је последњи кадар филма Буч Касиди и Санденс Кид највероватније био инспирисан последњим кадром филма 400 удараца.

### Утицај филмаБуч Касиди и Санденс Кид
У књизи William Goldman: The Reluctant Storyteller, сценариста Вилијам Голдман је рекао о утицају филма на причу о Бучу Касидију и Санденс Киду: 
„Нису постојале књиге о Бучу Касидију и Санденс Киду. Ако је ико у [филмској] индустрији чуо за Буча Касидија то је зато што је сценарио био толики успех и онда су одједном људи почели да пишу књиге о њима."
Голдман је такође сматрао да је филм био јако успешан код младих јер су разумели филм као алегорију борбе против владе (ауторитета). Сматра се да је филм био једнан од ранијих примера ЛГБТ филмова, као и да је романса између Буча, Кида и Ете била једна од првих примера полиаморних бисексуалних веза у филмовима.
Италијански шпагети-вестерн Vivi o, preferibilmente, morti (срп. Живи, или још боље, мртви), објављен 1969. године се у Америци приказивао под именима Санденс и Кид и Санденс Касиди и Буч Кид иако радња филма није имала никакву повезаност са филмом Буч Касиди и Санденс Кид.
Буч Касиди и Санденс Кид био је директна инспирација за настанак телевизијске серије Алијас Смит и Џоунс (енгл. Alias Smith and Jones) која се емитовала на телевизијском каналу Еј-Би-Си од 1971. године до 1973. године. Назив серије је инспирисан репликом из филма у којој Санденс Кид каже Бучу Касидију: „Ја сам Смит, а ти си Џоунс” пре пљачке банке у Боливији.
Телевизијски филм Гђа. Санденс (енгл. Mrs. Sundance) објављен је 1974. године и прати бег Ете Плејс од закона.
Магазин MAD објавио је пародију филма у свом сто тридесет и шестом броју. Ова пародија названа „Боч Кежуали и Сомданс Кид" је била илустрована од стране Морта Дракера и написана од стране Арнија Когена.
Писац Шел Тамли је 1978. године написао књигу Whadda we do now, Butch? (срп. Шта сад да радимо Буч?) која је претежно била базирана на односу Буча и Кида који је установљен у филму.
Буч Касиди и Санденс Кид је именом споменут у епизодама серија Калифорникација, Западно крило, Звездана капија SG-1, Принц из Бел Ера, Пратња и Милијарде, и филмовима Преговарач, Мала романса, Полицајац са Беверли Хилса, Битанге из тржног центра и Спајдермен 2. Буч Касиди и Санденс Кид се такође спомиње у видео-игри Max Payne и седмом броју стрипског серијала Hitman, сценаристе Гарта Ениса.
Режисер Дејвид Финчер започео је аматерско снимање филмова када је са осам година први пут одгледао филм Буч Касиди и Санденс Кид.
Сценариста Кели Кури рекла је да је сценарио њеног филма Телма и Луиз био „намиг филму Буч Касиди и Санденс Кид" и да су њени ликови представљали женске верзије Буча и Кида.
Буч Касиди и Кид био је серијал вестерн романа које је штампао НИРО из Горњег Милановца у издању едиције „Дечје новине". Овај серијал романа настао је као ванредна серија већ постојећих писаних романа вестерн жанра Pony West, део таласа вестерн романа који су покушали да капитализују на популарности вестерн филмова користећи имена познатих каубоја и каубојских медија (Док Холидеј, Вајат Ерп, Мет Дилон, Колт...). Буч Касиди и Кид је објављиван у периоду од септембра 1981. године до јуна 1987. године. Првих десет бројева серијала су користили кадрове и промоционалне слике креиране за филм, након чега је прихваћен стандардни формат насликаних насловница који је практикован код других серијала вестерн романа. Буч Касиди и Кид су такође били и јунаци антологијског стрип-магазина Strip West у епизодама написаним и нацртаним од стране југословенских аутора.
Панчевачки бенд Буч Кесиди добио је своје име као омаж филму, који је по речима фронтмена групе Луке Рацића: „[...] био филм на којем смо се [ја и Зоран Зарубица] упознали и решили да оснујемо бенд тако да је име остало као омаж вестернима.”
Пол Њуман је 1988. године основао Hole-In-The-Wall Gang Camp (срп. Камп банде Рупа у зиду) чији је циљ био да омогући искуство камповања за децу са неизлечивим болестима. Камп је добио своје име по истоименој банди из филма, а такође је био дизајниран да својим изгледом подсећа на Дивљи запад. Роберт Редфорд је 1969. године купио пет хиљада ара земље на планини Тимпаногос и основао Санденс планинско одмаралиште названо по његовом лику из филма. Једанаест година касније, Редфорд је основао Институт Санденс који је преузео контролу над Филмским фестивалом Сједињених Држава и преименовао га у филмски фестивал Санденс.
Вилијам Голдман, сценариста филма је о филму рекао: „Не свиђа ми се моје писање. Написао сам филм који се звао Буч Касиди и Санденс Кид и написао сам роман који се звао Принцеза невеста и то су једине две ствари које сам написао, не да сам поносан на њих, него које могу да посматрам без осећаја срамоте.”